# 1894 в авіації
Основна стаття: Авіація.
1894 рік у авіації.

## Персоналії

### Народилися
- 1 січня — Василь Іванович Янченко, військовий льотчик Повітряного флоту УНР. Командир 1-го Українського винищувального авіаційного загону УНР.
- 9 лютого — Теодор Ровель (нім. Theodor Rowehl), німецький льотчик розвідувальної авіації, офіцер Абверу, засновник стратегічної повітряної розвідки.
- 16 лютого — Федір Євдокимович (Євменович) Кудря, сотник Армії УНР, льотчик-дозорець.
- 18 березня — Василь Опанасович Мурашко, військовий льотчик, командир Київського авіаційного загону Повітряного флоту Української Народної Республіки, останній начальник Управління Повітряного Флоту УНР (1921—1922).
- 27 березня — Рене́ Поль Фонк (фр. René Paul Fonck), французький пілот-винищувач Першої світової війни, був першим асом Антанти (здобув 75 перемог) та другим асом після Манфреда фон Ріхтгофена.
- 30 березня — Іллюшин Сергій Володимирович, радянський авіаконструктор, тричі Герой Соціалістичної Праці (1941, 1957, 1974), семиразовий лауреат Сталінської премії, генерал-полковник інженерно-технічної служби (1957), академік АН СРСР (1968). Розробник бомбардувальника ДБ-3 (Іл-4), штурмовика Іл-2 та інших бойових машин, а у повоєнний період — серії цивільних літаків.
- 26 квітня — Рудольф Гесс (нім. Rudolf Heß), німецький державний і політичний діяч, заступник фюрера по партії, льотчик Першої світової війни.
- 15 травня — Йозеф Карл Пітер Якобс (нім. Josef Carl Peter Jacobs; † 29 липня 1978), німецький льотчик-винищувач, один з кращих асів Першої світової війни із 48-ю збитими літаками супротивника, займає 4-е місце серед німецьких асів.
- 15 травня Микола Васильович Тоцький, сотник Армії УНР, льотчик-дозорець.
- 24 травня — Прокоф'єв-Сіверський Олександр Миколайович (англ. Alexander P. de Seversky), пілот, американський авіаконструктор та підприємець.
- 26 червня — Герман Польман (нім. Hermann Pohlmann), німецький інженер та авіаційний конструктор, працював у провідних авіабудівних фірмах, зокрема Junkers та Blohm & Voss; розробник Ju 87.
- 11 вересня — Генріх Арнцен (нім. Heinrich Arntzen), німецький льотчик-винищувач Першої світової війни, збив 11 літаків супротивника[1].
- 27 вересня — Лотар Зігфрід фон Ріхтгофен (нім. Lothar-Siegfried Freiherr von Richthofen, † 4 липня 1922), німецький льотчик-винищувач, учасник Першої світової війни, в ході якої здобув 40 повітряних перемог. Молодший брат Манфреда фон Ріхтгофена.
- 2 листопада — Александр Ліппіш (нім. Alexander Lippisch), доктор технічних наук, німецький та американський авіаконструктор, відомий завдяки своїм розробкам літаків схеми «літаюче крило», апаратів з трикутним крилом і екранопланів. Співрозробник ракетного винищувача-перехоплювача Me 163 Komet.
- 19 грудня — Ріхард Фогт (нім. Richard Vogt), німецький інженер та авіаційний конструктор, працював у провідних світових авіабудівних фірмах, зокрема очолював авіаційні підрозділи компаній Kawasaki Heavy Industries та Blohm & Voss.
- 24 грудня — Жорж Гінеме́р (фр. Georges Guynemer), французький льотчик-винищувач часів Першої світової війни. Другий у країнах Антанти за кількістю перемог після Рене Фонка. У повітряних боях збив 53 літаки противника, сам був збитий сім разів.

#### Без точної дати
- Микола Кіндратович Кривенко, хорунжий Армії УНР, військовий льотчик.
- Венедикт Михайлович Федченко, поручник Армії УНР, військовий льотчик.

## Галерея

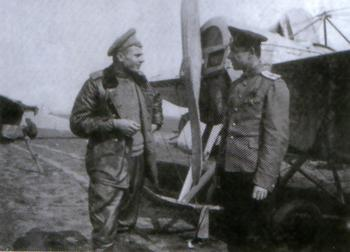
Василь Янченко (ліворуч)
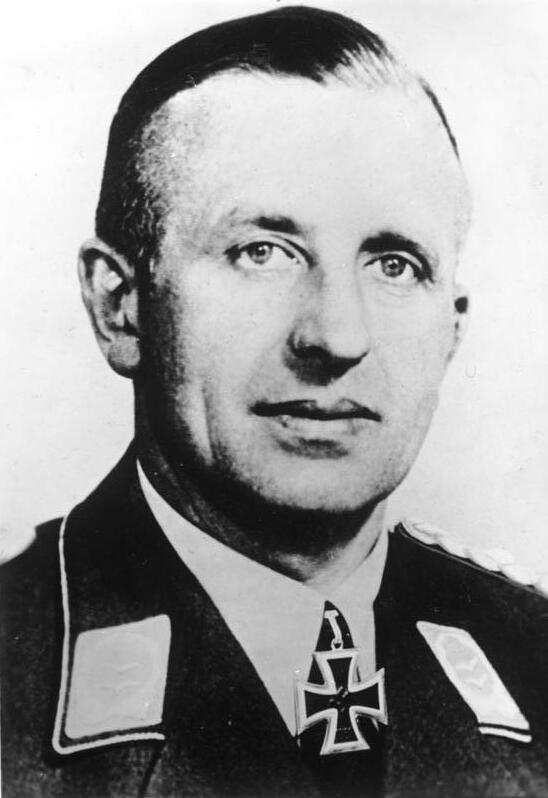
Теодор Ровель
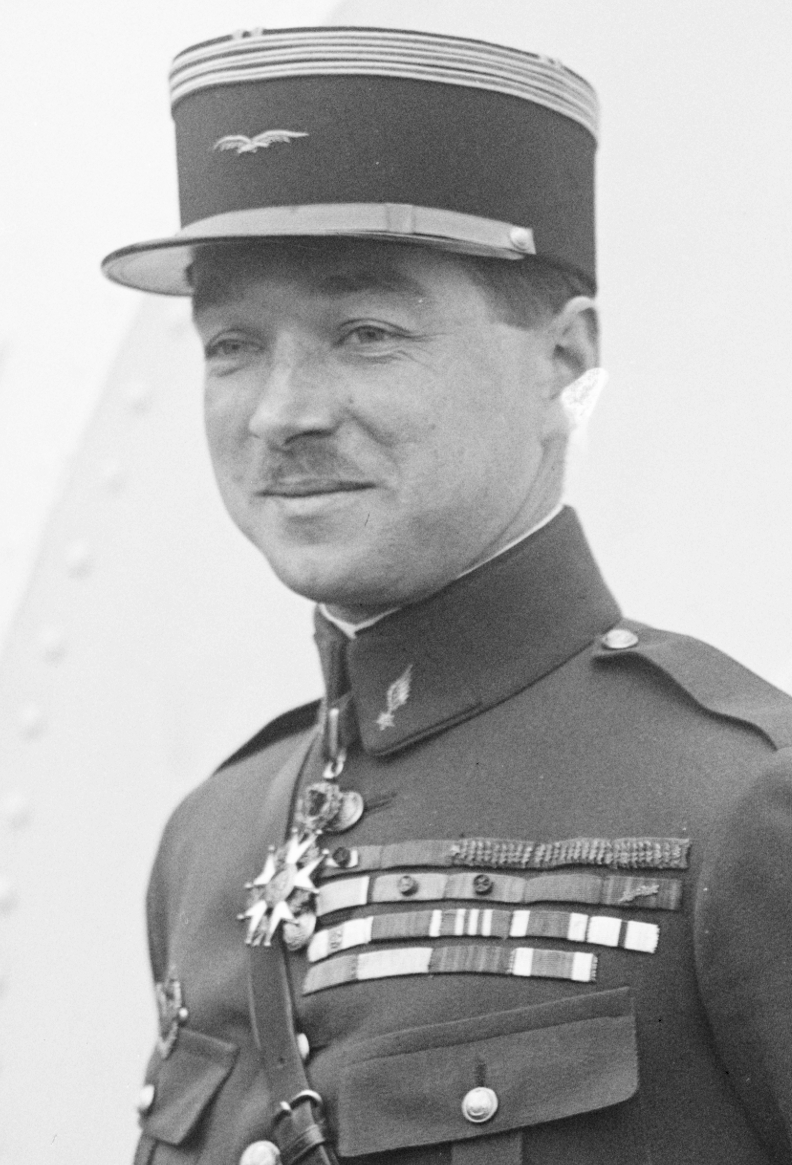
Рене́ Поль Фонк
Ріхард Фогт у 1960-х роках
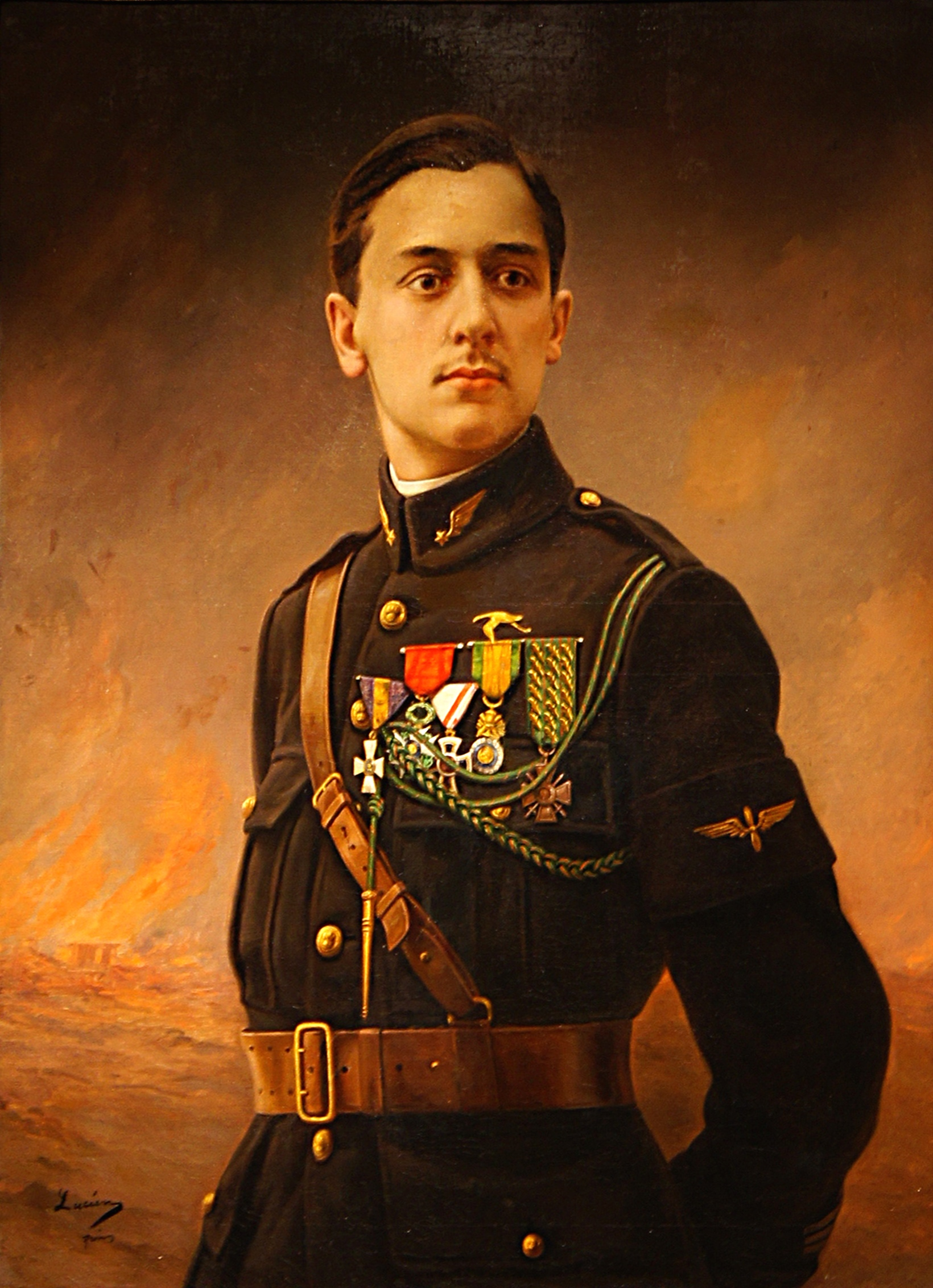
Жорж Гінеме́р, портрет роботи Люсьєна, Музей Почесного легіону
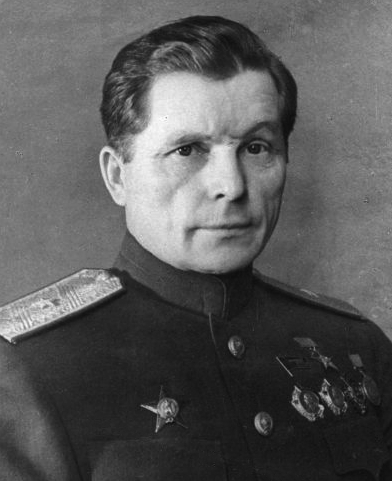
Сергій Іллюшин
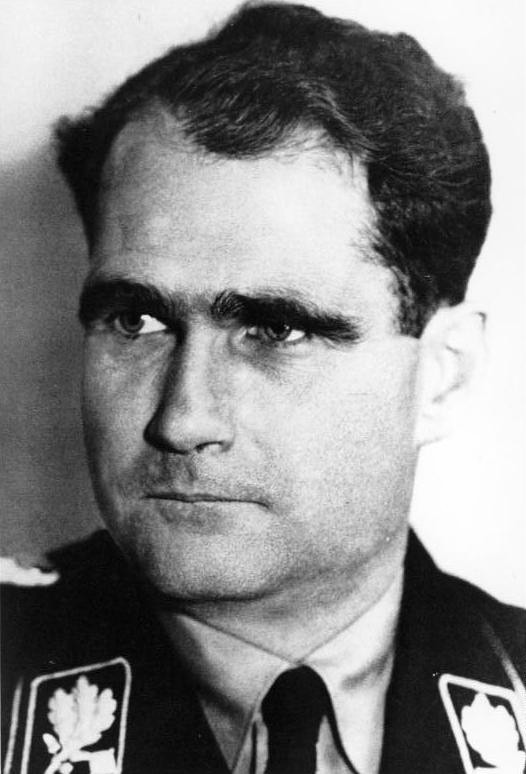
Рудольф Гесс
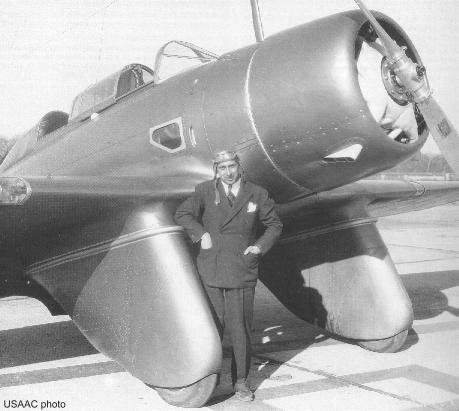
Олександр Прокоф'єв-Сіверський біля SEV-3XAR
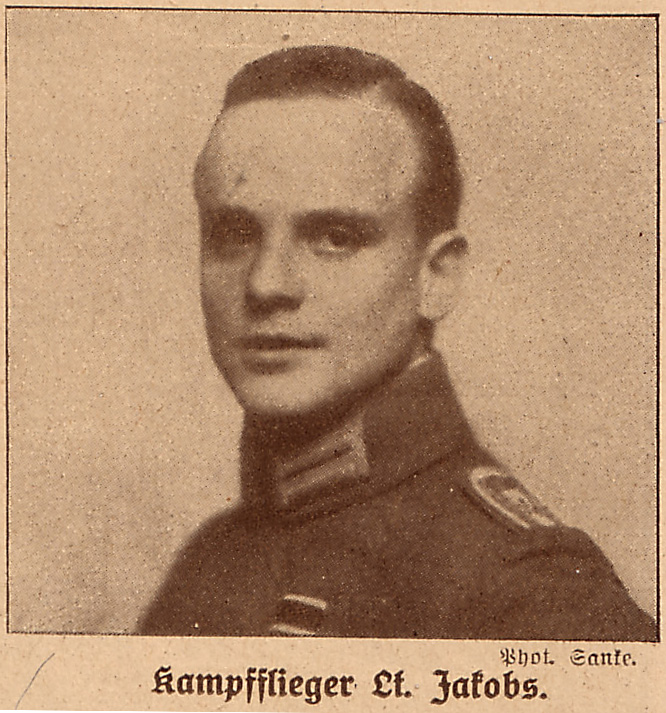
Йозеф Якобс
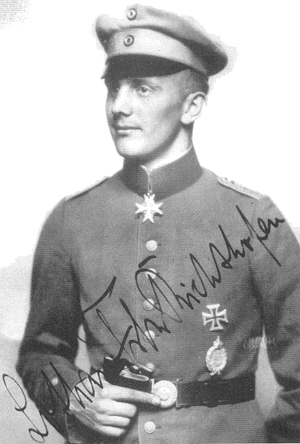
Лотар Зігфрід фон Ріхтгофен
Конструктор Ju 87 Герман Польман (у центрі), на авіазаводі в Дессау
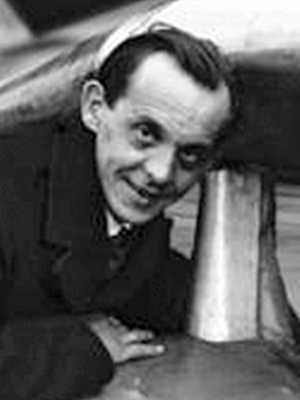
Александр Ліппіш
Василь Мурашко